# Kemble
Kemble é uma paróquia e aldeia do distrito de Cotswold, no condado de Gloucestershire, na Inglaterra. De acordo com o Censo de 2011, tinha 1036 habitantes. Tem uma área de 14,25 km². Fica próxima de Thames Head o local onde começa o rio Tâmisa.